# Moments (專輯)
Moments是香港歌手古巨基於2007年8月推出的個人專輯。古巨基為製作此專輯，而到世界各地感受當地風情，配合專輯的主題。

## 簡介
古巨基將於2007年9月7日至10日在香港紅館舉行《The Magic Moments 2007演唱會》，在個唱之前特別推出新碟《Moments》，與樂迷遊學世界地圖上每一個小感動，以十首新歌、十張相來分享十個永恆！
「錢錢錢錢」乃基仔新碟的迷惑樂章，以錢來形容香港人緊張的生活及價格觀，格外貼切；接力年度溫柔作「愛回家」、情傷熱唱「我自問」和生命點題「一刻永恆」亦是值得推介之作。為了炮製碟內的MV，基仔特別遠赴英國與《哈利波特》片中飾演張秋的華裔演員Katie Leung，以及找來徐子珊為女主角。首批隨碟附送 Bonus DVD，收錄跨國漫遊60分鐘時光錄像「the moments of the MOMENTS」，還有「錢錢錢錢」和「愛回家」MV。
此碟為古巨基獲得獎項，包括：
- 2007年度SINA Music樂壇民意指數頒獎禮 ——我最喜愛至尊大碟-《Moments》
- 2007年度叱吒樂壇流行榜頒獎典禮 ——叱吒樂壇男歌手（銀獎）
- 第三十屆十大中文金曲頒獎典禮 ——優秀流行歌手大獎

## 曲目
| CD       | CD           | CD       | CD       | CD    |
| 曲序     | 曲目         | 作曲     | 编曲     | 时长  |
| -------- | ------------ | -------- | -------- | ----- |
| 1.       | 一刻永恆     | 側田     | Ted Lo   | 3:19  |
| 2.       | 錢錢錢錢     | 雷頌德   | 雷頌德   | 5:23  |
| 3.       | 愛回家       | Dick Lee | Ted Lo   | 3:49  |
| 4.       | 你生         | 雷頌德   | 雷頌德   | 4:37  |
| 5.       | 蠻不講理     | 曾家瑋   | 藝琛     | 4:11  |
| 6.       | 自我安慰     | 陳台證   | 陳台證   | 4:16  |
| 7.       | 我自問       | 雷頌德   | 雷頌德   | 3:58  |
| 8.       | 為何         | 王菀之   | 雷頌德   | 4:14  |
| 9.       | 賞心樂事     | 王菀之   | 阿正     | 2:38  |
| 10.      | 十蚊雞流浪記 | 雷頌德   | 雷頌德   | 4:49  |
| 总时长： | 总时长：     | 总时长： | 总时长： | 41:14 |

| DVD      | DVD                                       |
| 曲序     | 曲目                                      |
| -------- | ----------------------------------------- |
| 1.       | 愛回家（MV）                              |
| 2.       | 錢錢錢錢（MV）                            |
| 3.       | the moments of the MOMENTS 60分鐘時光錄像 |
| 总时长： | 1:08:11                                   |

## 歌曲簡介

### 派台歌
- 01. 錢錢錢錢
- 02. 愛回家
- 03. 我自問（rthk&997）／十蚊雞流浪記（903）
- 04. 一刻永恆

### 錢錢錢錢
由雷頌德所作曲，林夕填詞。歌詞指出大家不應把錢放得太重。

### 愛回家
由Dick Lee所作曲，林夕填詞，林夕借此詞勸大家要珍惜親情，認為親情是最寶貴的。一派台即引起回響。最後此歌在年尾得到多個獎項包括：
- 2007年度叱咤樂壇流行榜頒獎典禮 ——專業推介叱咤十大‧第四位《愛回家》
- 2007年度十大中文金曲 ——十大金曲《愛回家》
- 2007年度新城勁爆頒獎禮 ——勁爆全年播放指數大獎 《愛回家》
- 2007年度十大勁歌金曲頒獎典禮 ——十大勁歌金曲獎 《愛回家》
- 2007年度SINA Music樂壇民意指數頒獎禮 ——最高收聽率十大歌曲《愛回家》